# Stawnica (dopływ Łydyni)
Stawnica – struga dorzecza Narwi, prawy dopływ Łydyni o długości 12,69 km. Przepływa pod drogą krajową nr 60, mija miejscowości Rumoka i Młock, po czym wpada do Łydyni.